# Ceylonaltica saueri
Ceylonaltica saueri is een keversoort uit de familie bladkevers (Chrysomelidae). De wetenschappelijke naam van de soort werd in 1997 gepubliceerd door Doeberl.